# Gul lammticka
Gul lammticka (Albatrellus citrinus) är en svampart som tillhör divisionen basidiesvampar, och som beskrevs av Karin Ryman. Gul lammticka ingår i släktet Albatrellus, och familjen Albatrellaceae. Enligt den finländska rödlistan är arten otillräckligt studerad i Finland. Enligt den svenska rödlistan är arten sårbar i Sverige. Arten förekommer på Gotland, Svealand och Nedre Norrland. Artens livsmiljö är friska och torra lundskogar.